# Anke Vos
Anke Vos (Vilvoorde, 13 juni 1992) is een Belgisch schaatsster en skeelerster.

## Levensloop
In 2016 behaalde ze zilver op het Europees kampioenschap skeeleren in het Nederlande Heerde op de 'sprint over een ronde' en brons op de 5000m ploegenachtervolging samen met Sandrine Tas en Stien Vanhoutte. In 2017 nam ze deel aan de Wereldspelen in het Poolse Wrocław, op het EK van dat jaar behaalde ze samen Sandrine Tas en Stien Vanhoutte goud op de 5 km ploegenkoers. Op het EK 2018 in Oostende behaalde ze brons op de 500 meter en samen met Stien Vanhoutte en Sandrine Tas goud op de 3 km aflossing en samen met Sandrine Tas zilver op de teamsprint. Op het EK 2019 behaalde ze brons op de 1000m sprint en goud op de 3000 meter aflossing samen met Sandrine Tas en Nymphe Keuleers. Daarnaast behaalde ze zilver op 'sprint over een ronde'.
Sinds 2018 legt ze zich ook toe op het schaatsen. In november 2019 kwam ze ten val tijdens een schaatstraining met een heupblessure tot gevolg. In 2020 behaalde ze samen met Stien Vanhoutte en Sandrine Tas een vijfde plaats in de ploegenachtervolging op het Europese kampioenschappen schaatsen te Heerenveen.
Vos is werkzaam als kleuterjuf en woonachtig te Eppegem.

## Palmares

### Skeeleren
- Europees kampioenschap 3000 m aflossing: 2018, 2019
- Europees kampioenschap 5000 m ploegenkoers: 2017
- Europees kampioenschap Sprint over een ronde: 2016 en 2019
- Europees kampioenschap Ploegsprint: 2018
- Europees kampioenschap 500 m sprint: 2018
- Europees kampioenschap 1000 m sprint: 2019
- Europees kampioenschap 5000 m aflossing: 2016